# Boston College School of Theology and Ministry
Il Boston College School of Theology and Ministry di Chestnut Hill, Massachusetts, Stati Uniti, è la scuola teologica cattolica del Boston College, gestita dai Gesuiti, e una facoltà ecclesiastica di teologia che forma uomini e donne, sia laici che religiosi, per l'insegnamento e il servizio religioso, in modo particolare all'interno della Chiesa Cattolica romana.
Possiede una biblioteca con oltre 2 milioni di volumi ed è una delle due scuole degli Stati Uniti nelle quali i gesuiti ricevono una formazione teologica prima dell'ordinazione sacerdotale, conseguendo un titolo di studio riconosciuto dall'autorità pontificia.
Nel 1968, fu una delle prime tre scuole della Chiesa cattolica accreditate dall'Associazione delle scuole teologiche. A partire dal '79 fu regolato dalla Costituzione apostolica Sapientia Christiana di Giovanni Paolo II.

## Storia
La Boston College School of Theology and Ministry nacque il 1º giugno 2008, a seguito della fusione della Weston Jesuit School of Theology e del Boston College Institute for Religious Education and Pastoral Ministry.
Il Weston College fu fondato nel 1922 a Weston, nel Massachusetts dalla Compagnia di Gesù, per essere la facoltà di filosofia della provincia della Nuova Inghilterra. Nel 1927, fu creata la facoltà di teologia per preparare i seminaristi all'ordinazione sacerdotale. Durante la legislatura del 1929, la scuola ottenne il riconoscimento giuridico dallo Stato del Massachusetts e, tre anni dopo, fu autorizzata da uno statuto papale a rilasciare titoli di studio pontifici.

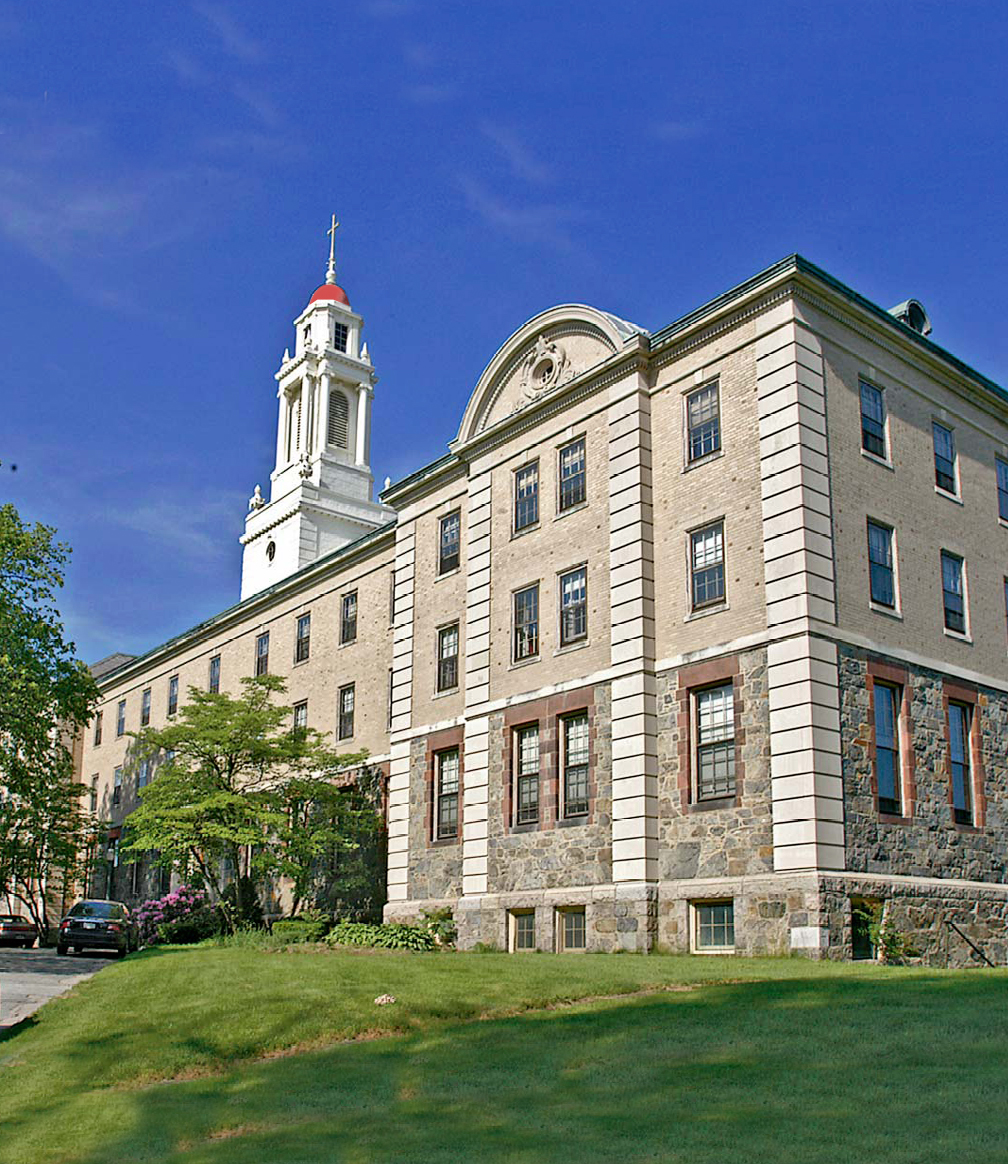
Williams Hall, la Boston College School of Theology and Ministry

Nel 1967, il Weston College, il Boston College e ad altre cinque istituzioni teologiche si unirono per formare il Boston Theological Institute (BTI). In questo modo, il Weston College iniziò per la prima volta ad essere frequentato da allievi non appartenenti all'ordine dei Gesuiti.
L'anno successivo, il Weston College trasferì il campus e le residenze a Cambridge, nel Massachusetts, non lontano dall'Episcopal Divinity School. Sempre nel 1968, divenne anche una delle prime tre scuole cattoliche accreditate dall'Associazione delle scuole teologiche.
Nel 1971, il Boston College inaugurò una scuola estiva. Durante i suoi primi anni di vita, l'Istituto formò principalmente sacerdoti e religiose che provenivano da tutta la regione del New England. Al termine del primo ciclo di studi, gli studenti ottenevano il Master of Education in Educazione religiosa, offerto in collaborazione con il Boston College Lynch School of Education.
Nel 1974,il Weston College si rese indipendente dal Boston College e assunse il nome di Weston School of Theology. Nel '75 furono conferite le prime lauree del nuovo istituto, che due anni pià tardi introdusse un corso interdisciplinare di dottorato in Religione ed Educazione, seguito dall'attivazione di un Master of Arts in Teologia Ministeriale, che nel 1979 portò alla nuova denominazione di Religious Education and Pastoral Ministry (IREPM).
Durante gli anni '80 e '90, l'IREPM ampliò l'offerta formativa del master in Teologia Pastorale, istituendo corsi interdisciplinari e la doppia laurea insieme ad altre scuole di specializzazione del Boston College.
A dicembre del 2004, il Boston College annunciò il progetto di realizzazione di una School of Theology and Ministry, nella quale far confluire l'Institute for Religious Education and Pastoral Ministry e la Weston Jesuit School of Theology.
Nel 2008, la Jesuit School of Theology ritornò ad essere affiliata al Boston College e la sede fu trasferita nel campus del Boston College a Brighton, nel Massachusetts, acquisito due anni prima, all'interno degli edifici che in precedenza ospitavano la cancelleria dell'Arcidiocesi di Boston e parti del Seminario di San Giovanni.
Negli anni 2000, la Boston College School of Theology and Ministry è una delle due scuole degli Stati Uniti nella quale i gesuiti ricevono una formazione teologica prima dell'ordinazione sacerdotale, mentre l'altra è la scuola teologica gesuita dell'Università di Santa Clara, in California. La Boston College School of Theology and Ministry offre una gamma di corsi e gradi ministeriali e teologici. Sia il seminario che la facoltà ecclesiastica di teologia sono regolati dalla Costituzione apostolica Sapientia Christiana del 1979. La scuola rilascia titoli di master e di dottorato, riconosciuti sia dallo Stato civile che dall'autorità ecclesiastica. Inoltre, mediante il canale C21 Online vengono erogati anche corsi di formazione continua.

## La biblioteca
La biblioteca si trova nel campus di Brighton. È aperta a tutti gli studenti, docenti e personale del Boston College e fa parte del Boston Library System. Essa contiene più di 2,44 milioni di volumi, considerando le precedenti collezioni ereditate dalla Weston Jesuit School of Theology e dal Seminario di San Giovanni. Fornisce un servizio di prestiti interbibliotecari con gli altri centri del Boston Theological Institute.

## New Testament Abstracts
New Testament Abstracts è una rivista accademica fondata nel 1956 e pubblicata dalla School of Theology and Ministry. Essa indicizza ogni anno almeno 2.150 articoli selezionati da 500 riviste in molteplici lingue, così come 850 nuove monografie. Pubblicata ogni 4 mesi, al 2017 il curatore era il professor Christopher R. Matthews.

## Insegnamenti
Al 2011, la School of Theology and Ministry erogava corsi di storia della teologia, storia della Chiesa, teologia sistematica, pratica morale e liturgica, studi biblici, educazione religiosa, diritto canonico, Pastoral Counseling.